# دو هوی کم
دو هوی کم (انگلیسی: Doo Hoi Kem؛ زادهٔ ۲۷ نوامبر ۱۹۹۶) یک بازیکن تنیس روی میز اهل جمهوری خلق چین است. 
وی در مسابقات کشوری و بین‌المللی در مجموع برنده ۲ مدال برنز شده‌است.